# Fool to Cry
Fool To Cry / Crazy Mama je pilotním singlem k albu Black And Blue rockové skupiny The Rolling Stones. Obě písně byly natočeny během let 1974 – 1975 ve studiu Musicland Studios v Mnichově. Singl vyšel 16. dubna 1976 a ve Velké Británii se umístil na 6. místě. Obě písně vyšly na albu Black And Blue. Autory skladeb jsou Mick Jagger a Keith Richard.
základní informace:
A strana
"Fool To Cry" (Jagger / Richard) – 5:04
B strana
"Crazy Mama" (Jagger / Richard) – 4:34